# Ralf Matura
Ralf Matura (* 1970 in Krefeld) ist ein deutscher Maler und Bildhauer.

## Leben
Sein Studium schloss er als Meisterschüler bei Volker Stelzmann an der Universität der Künste in Berlin 1999 ab. Er lebt und arbeitet hauptsächlich in Potsdam. 
Seine Ausstellungen stehen oft im Zusammenhang mit musikalischen Aufführungen, die Werke haben meist einen Bezug zu Musik und Gesang. Ein ganzer Zyklus farbstarker Landschafts- und Figurenbilder entstand zur Schöpfung von Joseph Haydn und wurde zu einer Aufführung mit dem Dirigenten Peter Kortmann 2007 gezeigt.

## Einzelausstellungen
- 2004 Kunsthalle in Duisburg
- 2005 Thomas Morus Akademie in Bensberg
- 2006 im Zusammenhang mit der Uraufführung der Oper Gala Gala im Museum Ludwig in Köln
- 2008 (mit Claudia Hauptmann) in der Stiftung für die Freiheit Berlin / Brandenburg mit dem Thema Freiheit